# 유걸
유걸(柳杰, Kerl Yoo, 1940년 5월 19일 ~ )은 대한민국의 건축가이고 본관은 문화(文化)이며 서울 출생이다. 서울특별시청 신청사를 설계한 건축가로 유명하다.
1968년 이화여자대학교 실내장식미술학과 강사를 지냈고 1979년부터 1995년까지 유걸건축연구소 소장을 지냈으며 그 와중에도 숭실대학교 건축학과 강사, 성균관대학교 건축학과 강사, 모교인 서울대학교 건축학과 강사를 지냈고 1995년부터 아이아크 공동사장을 지내고 있으며 그 와중에도 건국대학교 건축학과 겸임교수와 경희대학교 건축전문대학원 교수를 지냈고 현재는 경일대학교 건축학과 석좌교수를 지내고 있기도 하다.

## 작품
- 다음커뮤니케이션 스페이스닷투(2014, 제주시)
- 밀알학교(1997, 서울시 강남구)
- 강변교회(1998, 서울시 강남구)

## 저서
- 2005년 10월 5일, 《건축가 유걸(Architect Kerl Yoo)》, 공간서가, ISBN 978-89-966716-7-1

## 같이 보기
- 김수근